# LoliRock
LoliRock is een Franse animatieserie gemaakt door David Michel. De eerste uitzending was op 18 oktober 2014 en de laatste aflevering werd op 2 maart 2017 uitgezonden. De serie werd geproduceerd door de animatiestudio Zodiak Media en Marathon Media.

## Het verhaal
Iris is een meid van vijftien die graag zingt en anderen helpt. Maar als ze zingt, gebeuren er vreemde dingen. Aangemoedigd door haar beste vriend Nathaniel, doet Iris auditie voor een meidenrockband, maar vernietigt uiteindelijk de kamer en wordt later aangevallen door twee vreemden (magische tweeling Praxina en Mephisto).
De juryleden bij de auditie, prinses Talia en prinses Auriana, komen haar helpen en ze leggen haar uit dat ze zelf een prinses is met machtige magische krachten die haar thuiswereld en koninkrijk Athenia moet redden uit de kwade klauwen van Lord Gramorr, de het heeft overgenomen en het in een ellendige plaats heeft veranderd.
De enige manier om haar koninkrijk te redden, is door haar nieuwe krachten onder de knie te krijgen en de twaalf Oracle-edelstenen van de Kroon van Anthenia te vinden, die over de aarde zijn verspreid.
In de loop van de serie proberen de drie meisjes te leven als zowel gewone tieners als sterren van de volledig vrouwelijke band genaamd LoliRock, terwijl ze Iris trainen om haar vaardigheden en spreuken in het geheim onder de knie te krijgen en de dertien mystieke orakel-edelstenen te verzamelen.
Wanneer Gramorr Praxina en Mephisto stuurt om tegen hen te vechten en monsters op te roepen om nog meer chaos te veroorzaken, moeten de meisjes samenwerken als magische krijgerprinsessen.

## De Rockstar
De Rockstar vanaf de nieuwe serie van LoliRock op de personages van Iris, Doug, Aurianna, Talia, Mephisto, Nathaniel, Lev en Carlos.

## Nederlandse stemmen
- Florus van Rooijen: Doug
- Paul Boreboom: Lev
- Donna Vrijhof: Iris
- Hymke de Vries: Auriana
- Jon Karthaus: Mephisto
- Jelle Amersfoort: Nathaniel

## Afleveringen

### Seizoen 1
| Nr. | Nederlandse Titel        | Franse Titel               | Uitzenddatum (FR) | Uitzenddatum (NL/VE) |
| --- | ------------------------ | -------------------------- | ----------------- | -------------------- |
| 1   | De Autradation-Form      | L'audition                 | 18 oktober 2014   |                      |
| 2   | De Mystery vanaf Gleurs  | Le mystère des fleurs      | 1 november 2014   |                      |
| 3   | Cup van Founder          | Coup de foudre             | 15 november 2014  |                      |
| 4   | De Permidation           | La prémonition             | 10 januari 2015   |                      |
| 5   | Een Taal Magic           | Une voix magique           | 31 januari 2015   |                      |
| 6   | Xeris                    | Xéris                      | 29 november 2014  |                      |
| 7   | De Treasure van Elvape   | Le trésor de l'épave       | 22 november 2014  |                      |
| 8   | Amor Doublenen           | Amour double               | 8 november 2014   |                      |
| 9   | Proosteen Jump!          | Promis juré!               | 25 oktober 2014   |                      |
| 10  | Een 3 de Star            | Une vie de star            | 15 april 2016     |                      |
| 11  | Source van Bones         | Sous une bonne étoil       | 13 april 2016     |                      |
| 12  | Memor Troblaau           | Mémoire trouble            | 26 april 2016     |                      |
| 13  | Habrookeen de Spools     | Peur du noir               | 6 december 2014   |                      |
| 14  | De kleine van het Sable  | Les pieds dans le sable    | 21 april 2016     |                      |
| 15  | Course van Flies         | Cousu de fil noir          | 14 april 2016     |                      |
| 16  | Een Nut van Bell Elkar   | Une nuit à la belle étoile | 13 november 2015  |                      |
| 17  | Guitar van solo          | Guitare en solo            | 31 januari 2015   |                      |
| 18  | De Legende van Lac Yness | La Légende du Lac Yness    | 18 april 2015     |                      |
| 19  | Shanila                  | Shanila                    | 17 januari 2015   |                      |
| 20  | Tolombia Manic           | Tombola Mania              | 22 april 2016     |                      |
| 21  | Een Gerspoken Magic      | Une Soirée Magique         | 25 april 2016     |                      |
| 22  | De Huzie van Omber       | La maison des ombres       | 20 april 2016     |                      |
| 23  | Grimber de Woesdag       | Grimoire à vendre          | 19 april 2016     |                      |
| 24  | De Menace Mobile         | La Menace Mobile           | 27 april 2016     |                      |
| 25  | De Huzie, deel 1         | Ephedia (premiere partie)  | 28 april 2016     |                      |
| 26  | De Huzie, deel 2         | Ephedia (deuxieme partie)  | 29 april 2016     |                      |

### Seizoen 2
| Nr. | Nederlandse Titel           | Franse Titel                       | Uitzenddatum (FR) | Uitzenddatum (NL/VE) |
| --- | --------------------------- | ---------------------------------- | ----------------- | -------------------- |
| 27  | Een Tour Magic              | Une Tournée Magique!               | 13 februari 2017  |                      |
| 28  | De Bools Action             | La bonne action!                   | 13 februari 2017  |                      |
| 29  | Modaal van Amor             | Mordu D'Amour                      | 14 februari 2017  |                      |
| 30  | Een chaat de Trophy?        | Un chat trop chou ?                | 14 februari 2017  |                      |
| 31  | De Loli-Rollhuzie           | Loli-Rousse                        | 15 februari 2017  |                      |
| 32  | Wicked Red                  | Un message troublant               | 15 februari 2017  |                      |
| 33  | De Reach van Rock, deel 1   | Recherche d'Identité (1ère partie) | 16 februari 2017  |                      |
| 34  | De Reach van Rock, deel 1   | Recherche d'Identité (2ère partie) | 16 februari 2017  |                      |
| 35  | Een Habloos Singulaar       | Une poupée singulière              | 17 februari 2017  |                      |
| 36  | Multi-Arms                  | Multi-Amaru                        | 17 februari 2017  |                      |
| 37  | Rex 20                      | Rex 2.0                            | 20 februari 2017  |                      |
| 38  | De Dance van Ombaar Star    | Dans l'ombre d'une star            | 20 februari 2017  |                      |
| 39  | Een Silence van Tour        | Silence on tourne…                 | 21 februari 2017  |                      |
| 40  | De Art vanaf Count          | Un artiste bien connu              | 21 februari 2017  |                      |
| 41  | De Rub van Orient           | Le rubis de L'Orient               | 22 februari 2017  |                      |
| 42  | De Loli-Smoothie            | Le Loli-Smoothie                   | 22 februari 2017  |                      |
| 43  | Ellira                      | Ellira                             | 23 februari 2017  |                      |
| 44  | Een Course van de Partation | Un cours de danse particulier      | 23 februari 2017  |                      |
| 45  | De Battle Entress           | La baguette ensorcelée             | 24 februari 2017  |                      |
| 46  | De Cristal Note             | La cueillette de cristal noir      | 24 februari 2017  |                      |
| 47  | De Traseemissie, deel 1     | La Trahison (1ère partie)          | 2 maart 2017      |                      |
| 48  | De Traseemissie, deel 2     | La Trahison (2ème partie)          | 2 maart 2017      |                      |
| 49  | De Jeugd van Station        | Le jeu des Statues                 | 1 maart 2017      |                      |
| 50  | De Spoken van Rock          | Tombée dans l'oubli                | 27 februari 2017  |                      |
| 51  | De Hero van Glor, deel 1    | L'heure de Gloire (1ère partie)    | 28 februari 2017  |                      |
| 52  | De Hero van Glor, deel 2    | L'heure de Gloire (2ème partie)    | 28 februari 2017  |                      |